# دانتي سانتوني
دانتي سانتوني هو سياسي أمريكي، ولد في 1 سبتمبر 1960 في Muhlenberg Township, Berks County, Pennsylvania ‏ في الولايات المتحدة. نشط حزبياً في الحزب الديمقراطي. وقد انتخب عضو مجلس نواب بنسيلفانيا ‏.